# Gara Vatra Dornei
Gara Vatra Dornei este o gară de cale ferată construită în anul 1902 în orașul Vatra Dornei (azi în județul Suceava al României). Ea se află pe strada Dornelor nr. 13. 
Gara Vatra Dornei a fost inclusă în Lista monumentelor istorice din județul Suceava, elaborată în anul 2004, având codul  SV-II-m-B-05660. 

## Istoric
În anul 1888 a fost pusă în funcțiune Calea ferată secundară Hatna–Kimpolung (azi Dărmănești–Câmpulung Moldovenesc), care a fost administrată de compania Bukowinaer Lokalbahnen. Ea a avut un rol important în dezvoltarea regiunilor montane îndepărtate ale Bucovinei și a sprijinit silvicultura și industria de prelucrare a lemnului. 
La 23 octombrie 1899 împăratul Franz Joseph I al Austro-Ungariei a acordat companiei Bukowinaer Lokalbahnen concesiunea pentru prelungirea traseului de cale ferată de la Câmpulung Moldovenesc în orașul balnear Vatra Dornei. Termenul de construcție a fost estimat la un an și jumătate pentru tronsonul până la Valea Putnei (anterior Valeputna) și trei ani și jumătate până la Vatra Dornei. Această concesiune prevedea construirea unei ramificații de la Pojorâta (anterior Pożoritta) spre Fundu Moldovei (anterior Louisenthal), care trebuia să realizeze o legătură cu minele locale de acolo. Concesiunea trebuia să se aplice până la 4 iunie 1973. Ambele tronsoane au fost deschise traficului înainte de termen: tronsonul de la Câmpulung Moldovenesc la Valea Putnei la 9 ianuarie 1901 și cel de la Valea Putnei la Vatra Dornei la 29 octombrie 1902 (în acest ultim caz, trebuia să fie construit un tunel lung de 1647 m).
Gara din Vatra Dornei a fost construită odată cu linia ferată, fiind inaugurată în anul 1902. Ulterior, în anul 1910, s-a construit pe malul stâng al râului Dorna o nouă gară: Gara Vatra Dornei Băi, destinată turiștilor care soseau în stațiune, la băi.
După primul război mondial Bucovina a devenit parte componentă a României; calea ferată a fost preluată de către compania românească CFR.

## Imagini

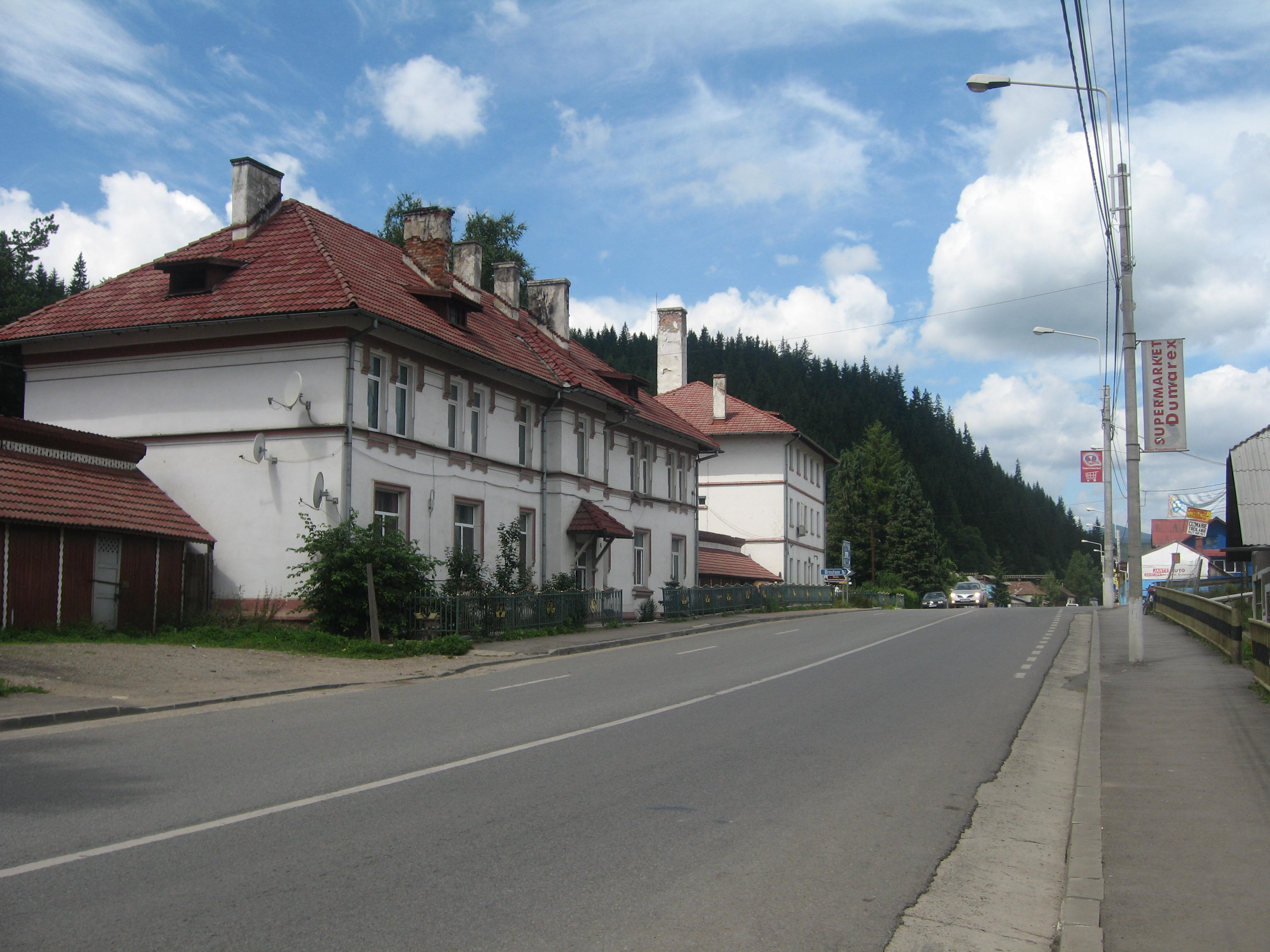
Complex de clădiri feroviare din Vatra Dornei
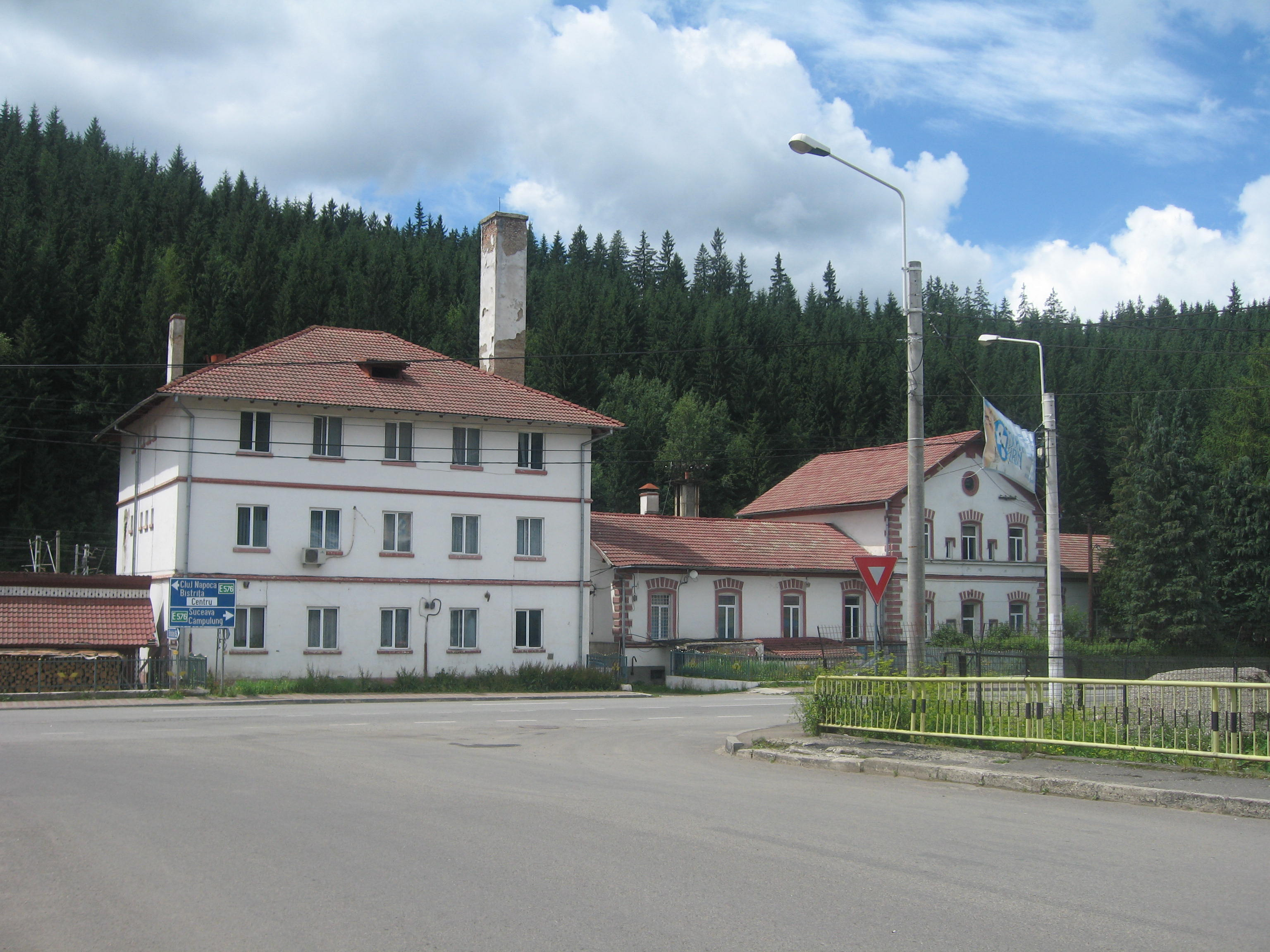
Complex de clădiri feroviare din Vatra Dornei - gara este clădirea din partea dreaptă a imaginii
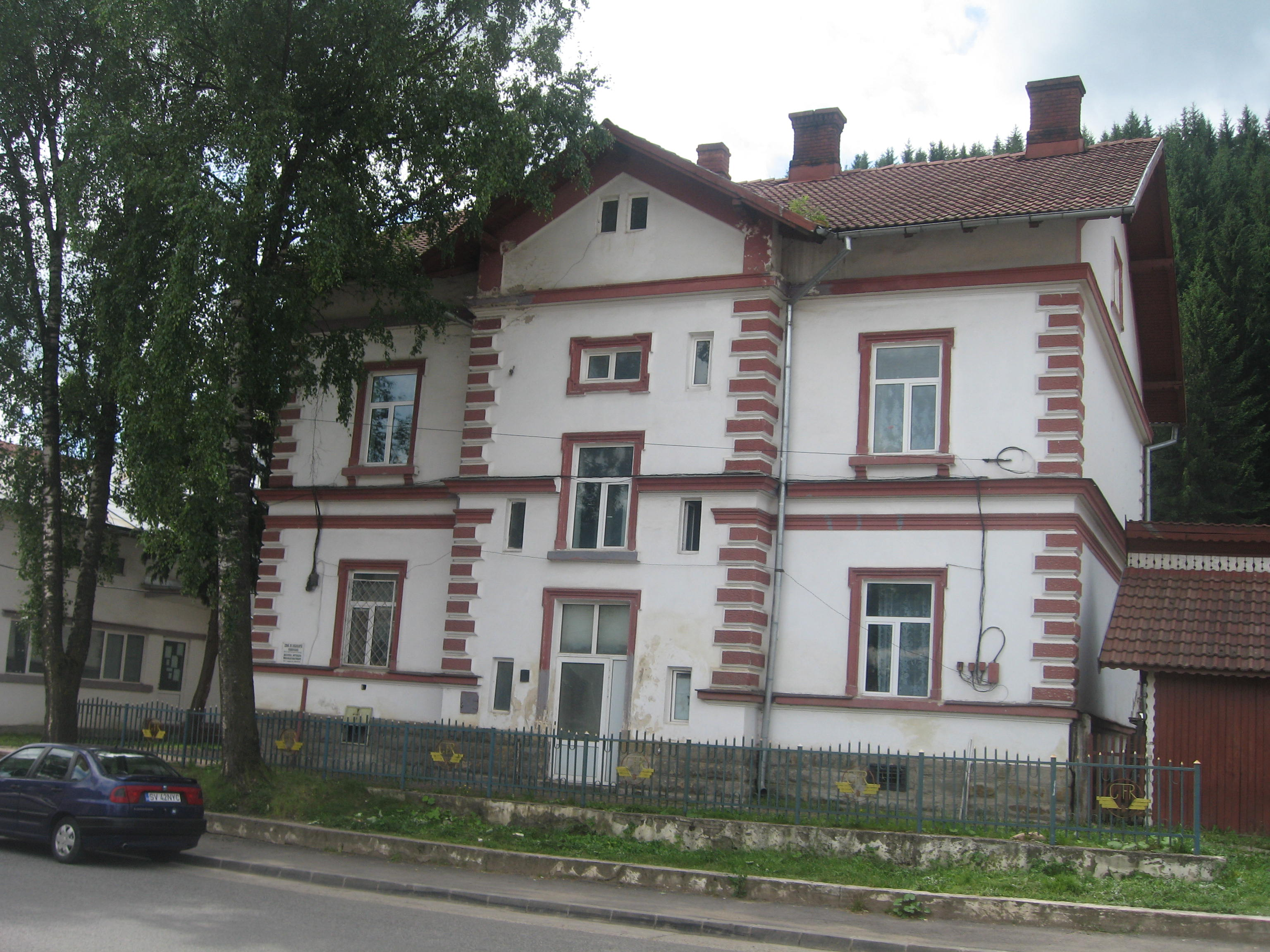
Clădire feroviară aflată în apropierea gării
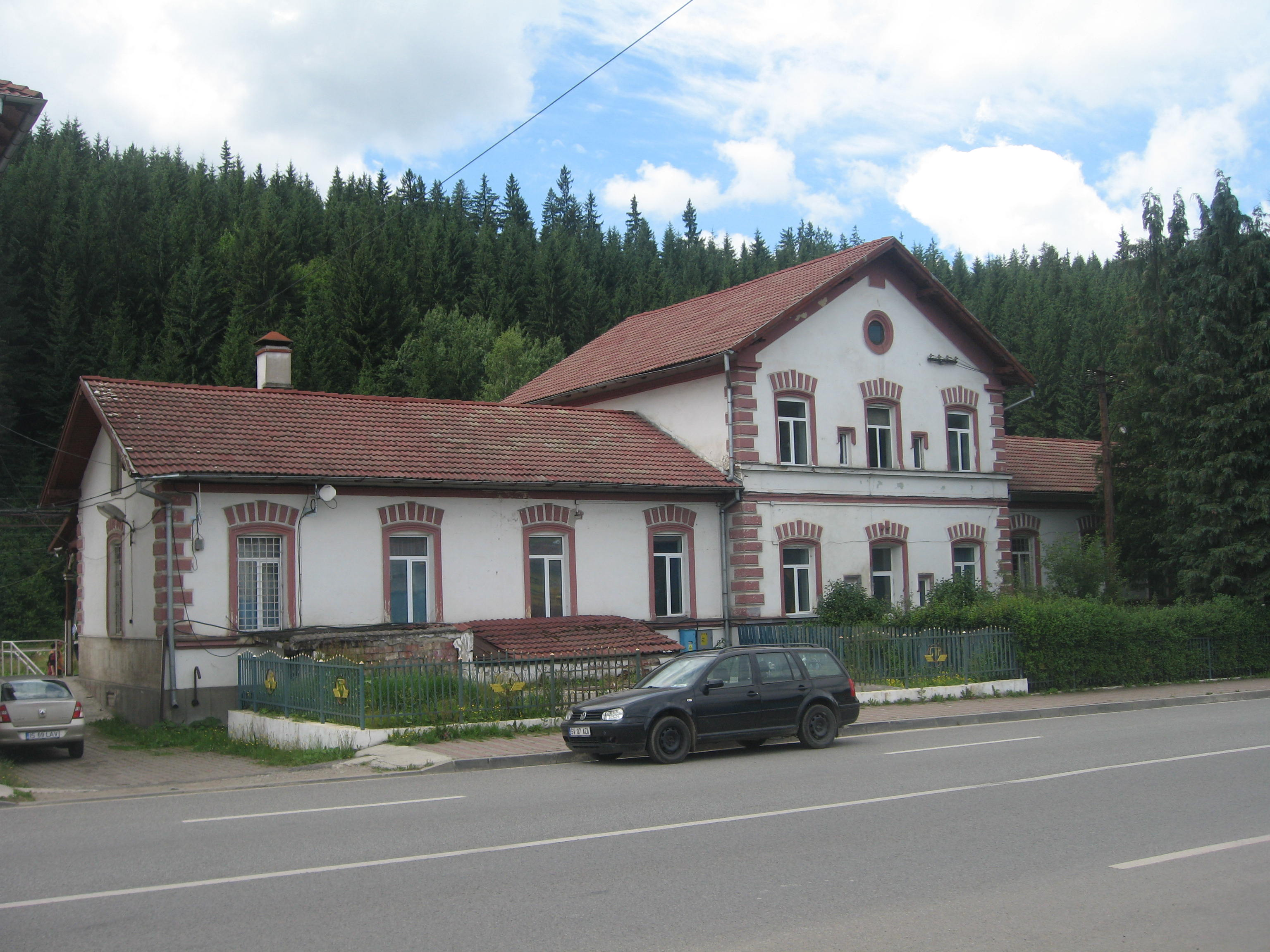
Gara Mare din Vatra Dornei
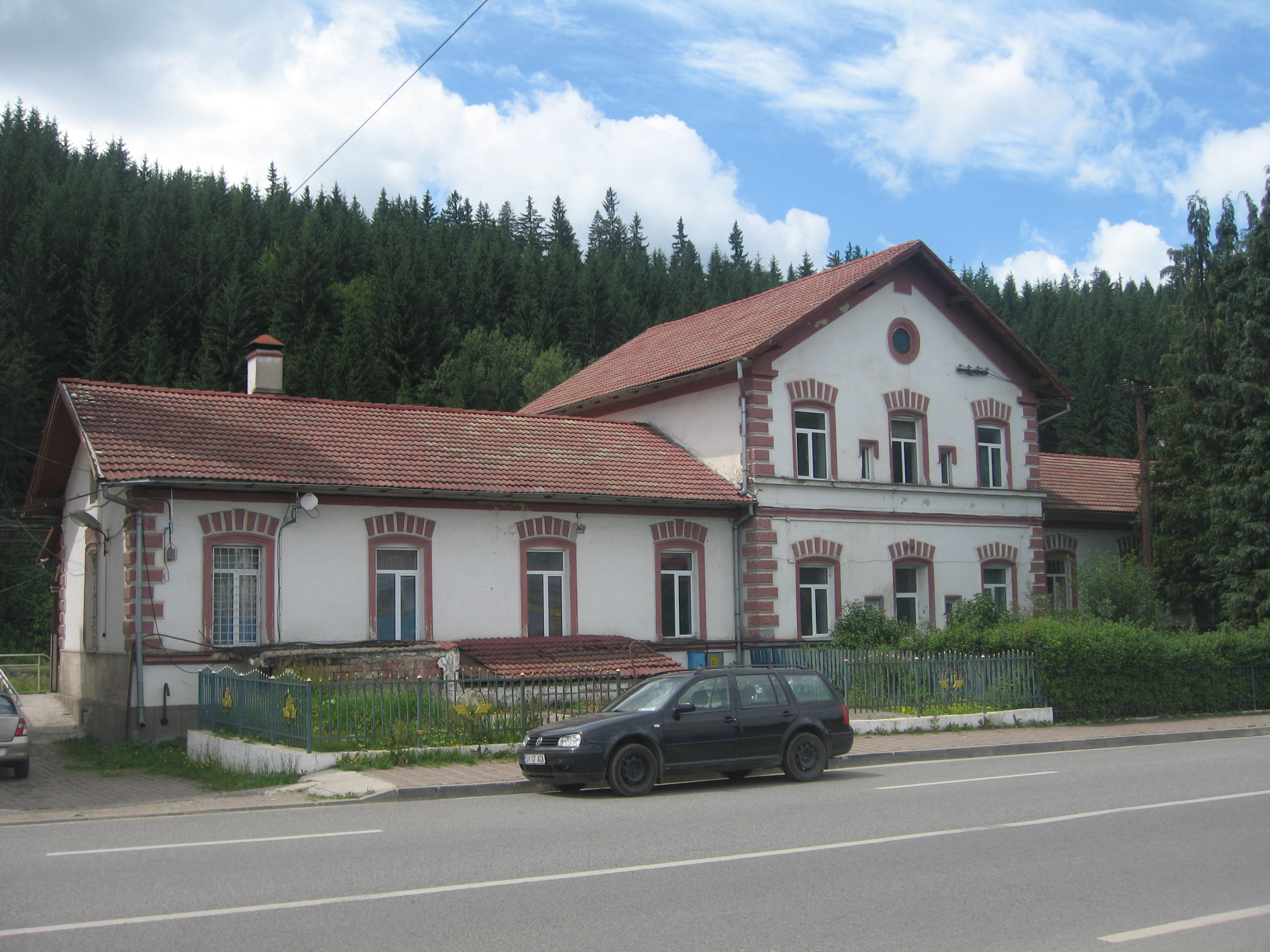
Gara Mare din Vatra Dornei
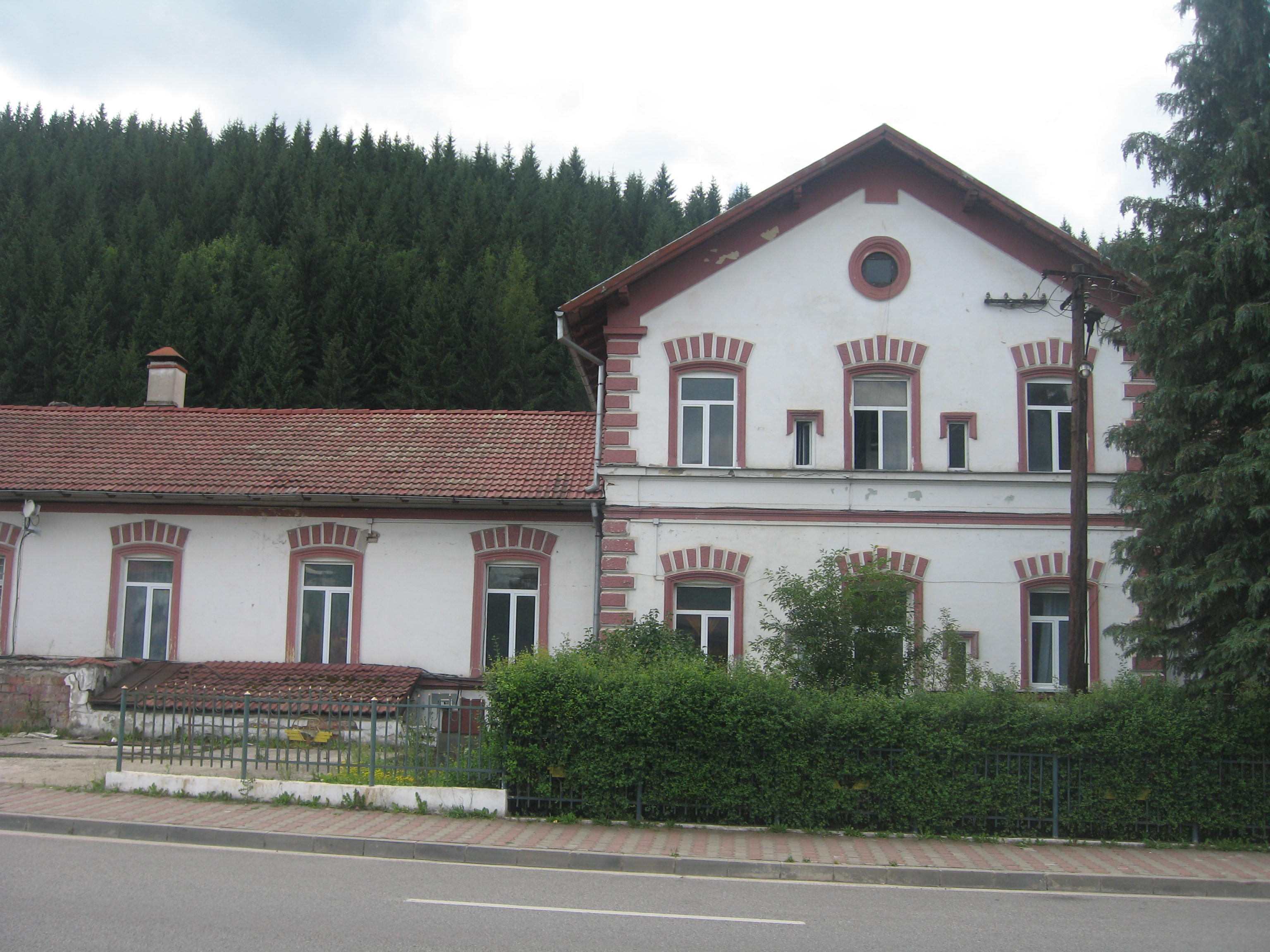
Gara Mare din Vatra Dornei